# Basílica de Ecce Homo
La Basílica de Ecce Homo es una iglesia católica en la Vía Dolorosa en Jerusalén, en el camino que según la tradición cristiana Jesús caminó, cargando su cruz, en la ruta a su crucifixión. La iglesia forma parte del Convento de las Hermanas de Sion.
Las palabras latinas Ecce Homo (quieren decir: He aquí el hombre) se atribuyen a Poncio Pilato en el Evangelio de Juan 19:5, cuando presentó a un azotado Jesús, atado y coronado de espinas, a una multitud hostil. El Nuevo Testamento también dice que Jesús estaba vestido con atuendo real falso, para burlarse de la idea de que él era "Rey de los Judíos".
La iglesia contiene un arco romano de una puerta de enlace, que tiene un puente para cruzar el exterior a través de la vía Dolorosa. Originalmente había un tercer arco en la puerta de entrada, en el lado opuesto de la calle.